# Live in Hyde Park
«Live in Hyde Park» — концертний альбом американського гурту «Red Hot Chili Peppers». Випущений 26 липня 2004 року.

## Список композицій
Диск 1
1. «Intro» — 3:57
2. «Can't Stop» — 5:13
3. «Around the World» — 4:12
4. «Scar Tissue» — 4:08
5. «By the Way» — 5:20
6. «Fortune Faded» — 3:28
7. «I Feel Love» (кавер Донни Саммер) — 1:28
8. «Otherside» — 4:34
9. «Easily» — 5:00
10. «Universally Speaking» — 4:16
11. «Get On Top» — 4:06
12. «Brandy (You're a Fine Girl)» (кавер «Looking Glass») — 3:34
13. «Don't Forget Me» — 5:22
14. «Rolling Sly Stone» — 5:06

Диск 2
1. «Throw Away Your Television» — 7:30
2. «Leverage of Space» — 3:29
3. «Purple Stain» — 4:16
4. «The Zephyr Song» — 7:04
5. «Californication» — 5:26
6. «Right On Time» — 3:54
7. «Parallel Universe» — 5:37
8. «Drum Homage Medley» — 1:29
  - «Rock and Roll» (Led Zeppelin)
  - «Good Times Bad Times» (Led Zeppelin)
  - «Sunday Bloody Sunday» (U2)
  - «We Will Rock You» (Queen)
9. «Under the Bridge» — 4:54
10. «Black Cross» (кавер 45 Grave) — 3:30
11. «Flea's Trumpet treated by John» — 3:28
12. «Give It Away» — 13:17